# Sitobion yongyooti
Sitobion yongyooti är en insektsart som först beskrevs av Robinson 1972.  Sitobion yongyooti ingår i släktet Sitobion och familjen långrörsbladlöss. Inga underarter finns listade i Catalogue of Life.